# Colloni
La salsa colloni es una salsa para guisar típica de la Comunidad Valenciana, España, concretamente de la Ribera Baja del Júcar, a base de aceite de oliva, perejil fresco, ajo y sal. Considerada una variante del allipebre, existen dos versiones de esta salsa: la colloni y la gran colloni. La diferencia es que el segundo incluye huevos. El plato más notable que se hace con esta salsa es el bacalao a la grandi colloni (en valenciano, bacallà a l'estil Brandi Colloni), que se sirve con patatas cocidas. La salsa colloni es una especie de alioli suave, pero a veces puede incluir tomate finamente picado o majado.